# دنیز جان آکتاش
دنیز جان آکتاش (به ترکی استانبولی: Deniz Can Aktaş؛ زادهٔ ۲۸ ژوئیه ۱۹۹۳) هنرپیشه اهل ترکیه است.

## زندگی
وی از سال ۲۰۱۵ میلادی مشغول به فعالیت است. او با بازی در سریال تلخ و شیرین و در نقش بوراک به اوج شهرت رسید. در سال ۲۰۲۱ با آهسن اوراعلو در سریال با مدیر برنامه ام تماس بگیر در حال نقش آفرینی است.